# Thimphu (stad)
Thimphu is de hoofdstad van het Aziatische bergstaatje Bhutan en ze ligt in het district Thimphu. De stad ligt in het westen van het land aan de rivier Wang Chu op 2300 meter hoogte en is omringd door bergen.
Thimphu telde in 2017 115.501 inwoners (in 1997 telde het stadje 45.321 inwoners). Het is daarmee een van de kleinste hoofdsteden ter wereld. Er zijn geen werkende verkeerslichten; indien nodig regelt een verkeersagent het verkeer. Hoogbouw ontbreekt en de huizen zijn gebouwd in traditionele architectuur.
De toenmalige koning, Jigme Dorji Wangchuk, bepaalde in 1955 dat Thimphu in het vervolg de enige hoofdstad zou zijn. Daarvoor kende Bhutan twee hoofdsteden: Punakha, de winterhoofdstad en Thimphu, de zomerhoofdstad.

## Bezienswaardigheden
- Het boeddhistische klooster Tashicho dzong uit de 18e eeuw is sinds 1952 de regeringszetel van Bhutan. Daarnaast is dit het religieuze centrum van het land, waar 's zomers de geestelijke leider (de Je Khenpo) en zijn gevolg verblijven. In deze dzong vindt ook het jaarlijkse Tsechu-festival plaats.
- Het paleis Dechenchoeling is de residentie van de koning. Het ligt enige kilometers ten noorden van de stad.
- De Memorial Chorten is een tempel, gebouwd ter nagedachtenis aan de derde koning Jigme Dorji Wangchuk. Hij werd in 1974 gebouwd in opdracht van zijn echtgenote, de moeder van de huidige koning.
- De Nationale Bibliotheek, in het centrum van Thimphu, bevat veel oude belangrijke manuscripten in het Dzongkha en Tibetaans. Ze zijn met mooie stoffen omslagen.
- In Thimphu bevinden zich verder nog het voetbalveld, bekend van The Other Final, het "handicraft emporium", waar ambachtelijke producten te koop zijn en de School voor de Kunsten en Ambachten, ook wel "painting school" genoemd.
- Zes kilometer ten zuiden van Thimphu ligt de oudste kloosterburcht van Bhutan: Simthoka Dzong. Het werd gebouwd in 1629 door Shabdrung Ngawang Namgyal.
- De Grote Boeddha Dordenma staat enkele kilometers ten zuiden van de stad.

## Evenementen
- Het jaarlijkse Tsechu-festival is een religieus festival, vooral ter ere van Guru Rinpoche. Tijdens het festival, dat enkele dagen duurt, worden een groot aantal traditionele dansen opgevoerd. In navolging van Guru Rinpoche worden, zo gelooft men, de kwade geesten en demonen weggejaagd.

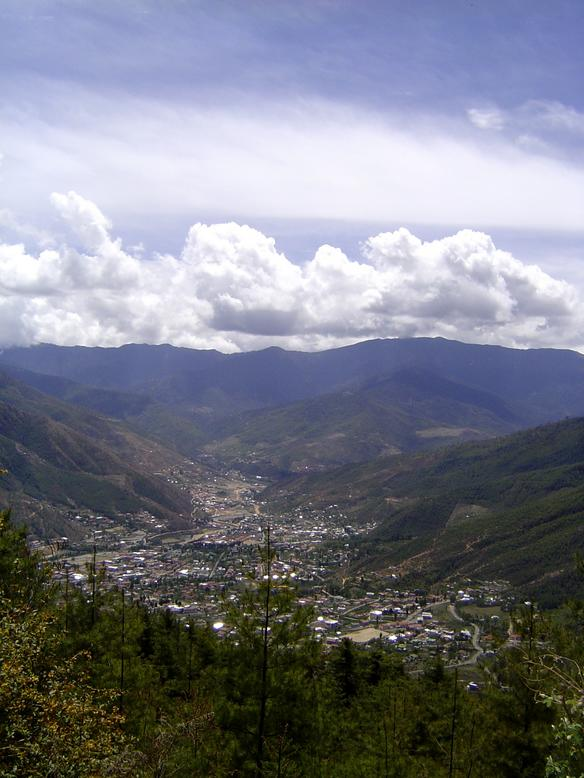
Zicht op Thimphu
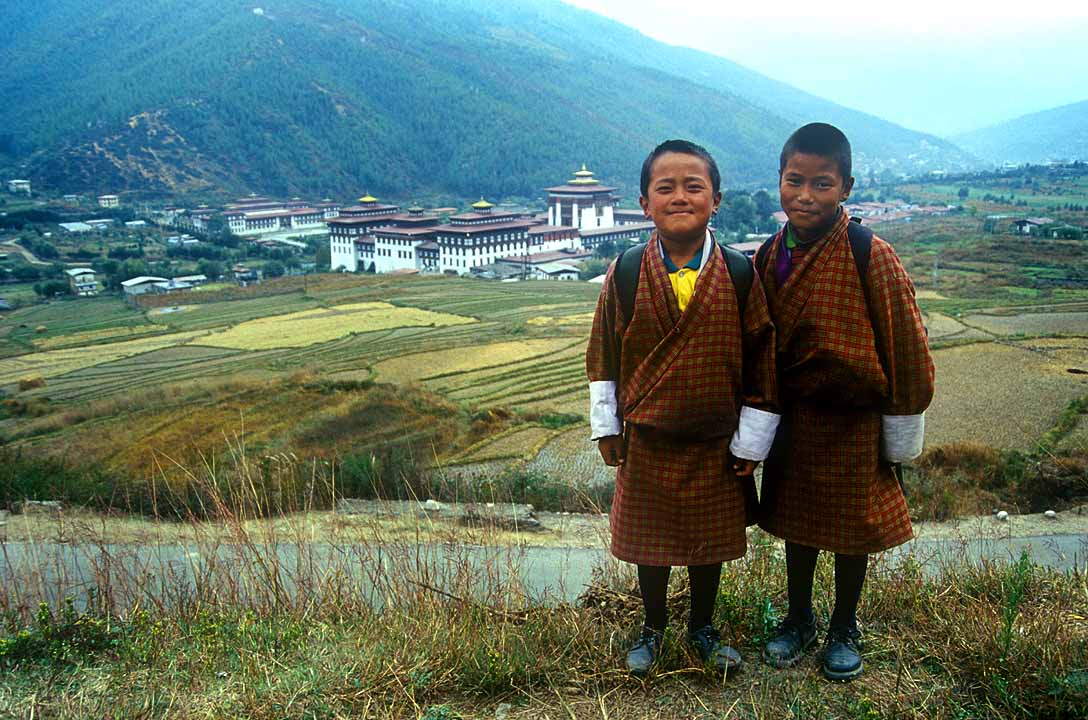
Kinderen met op de achtergrond het koninklijk paleis
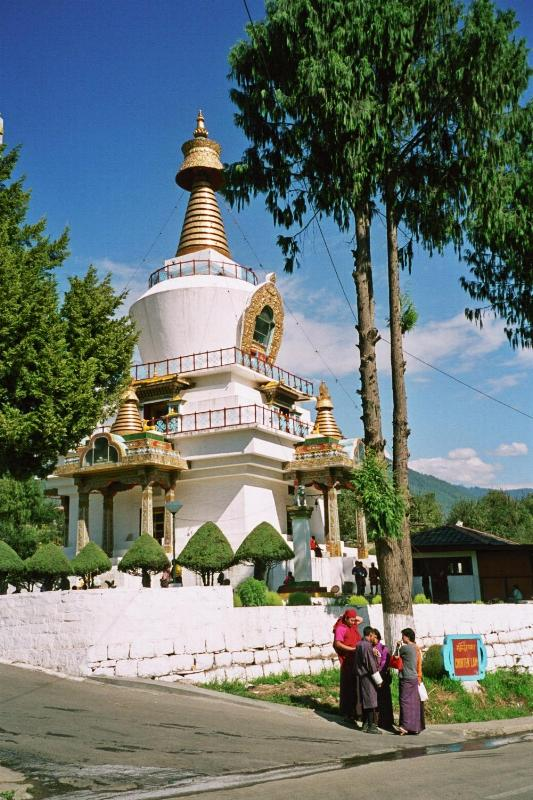
Memorial Chorten voor koning Jigme Dorji Wangchuk in Thimphu
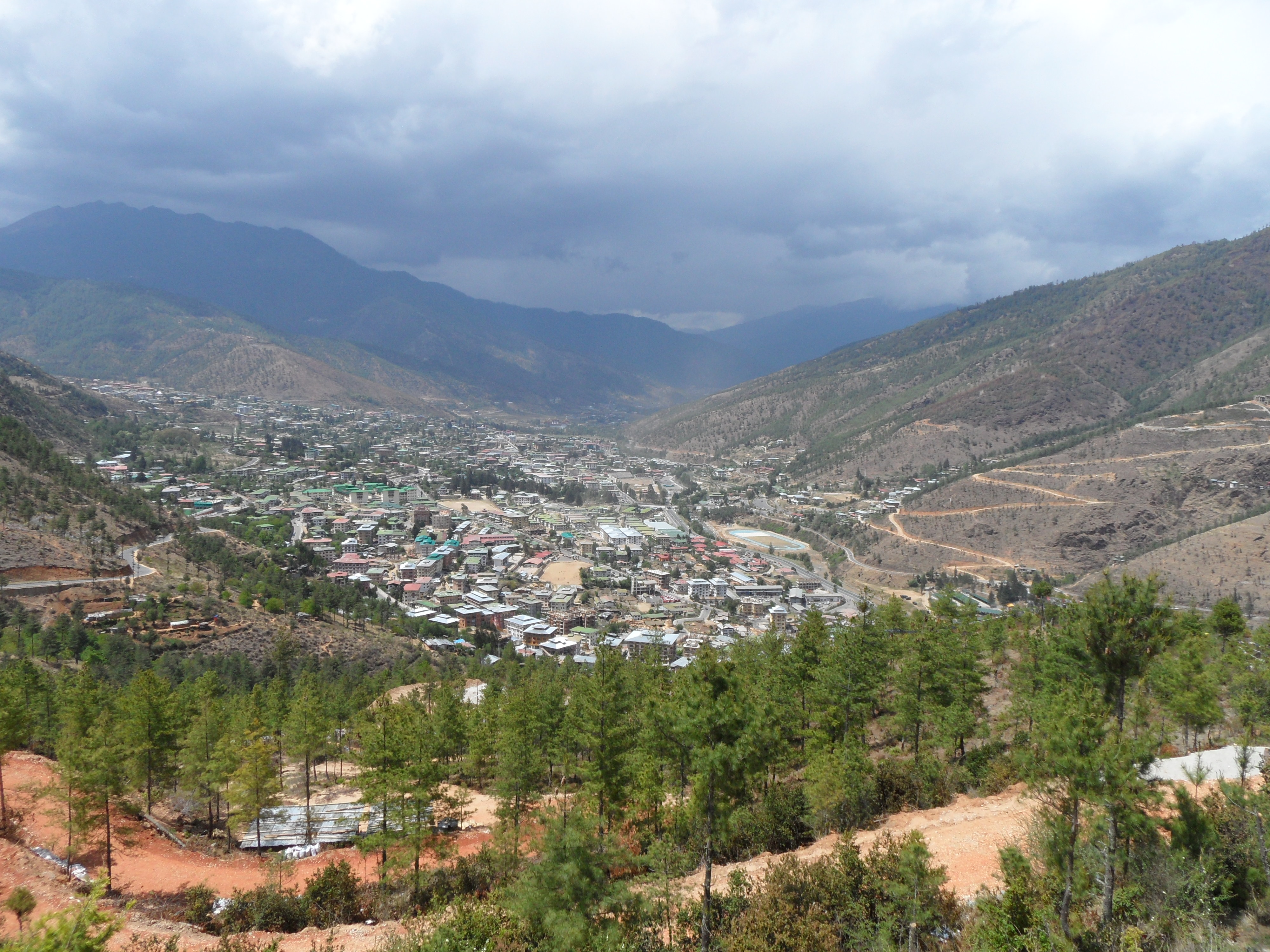
Thimphu, vanaf Buddha Point

Babpi · Chang · Dagala · Genyekha · Kawang · Lingzhi · Mewang · Naro · Soe · Toepisa